# ハムスター買い

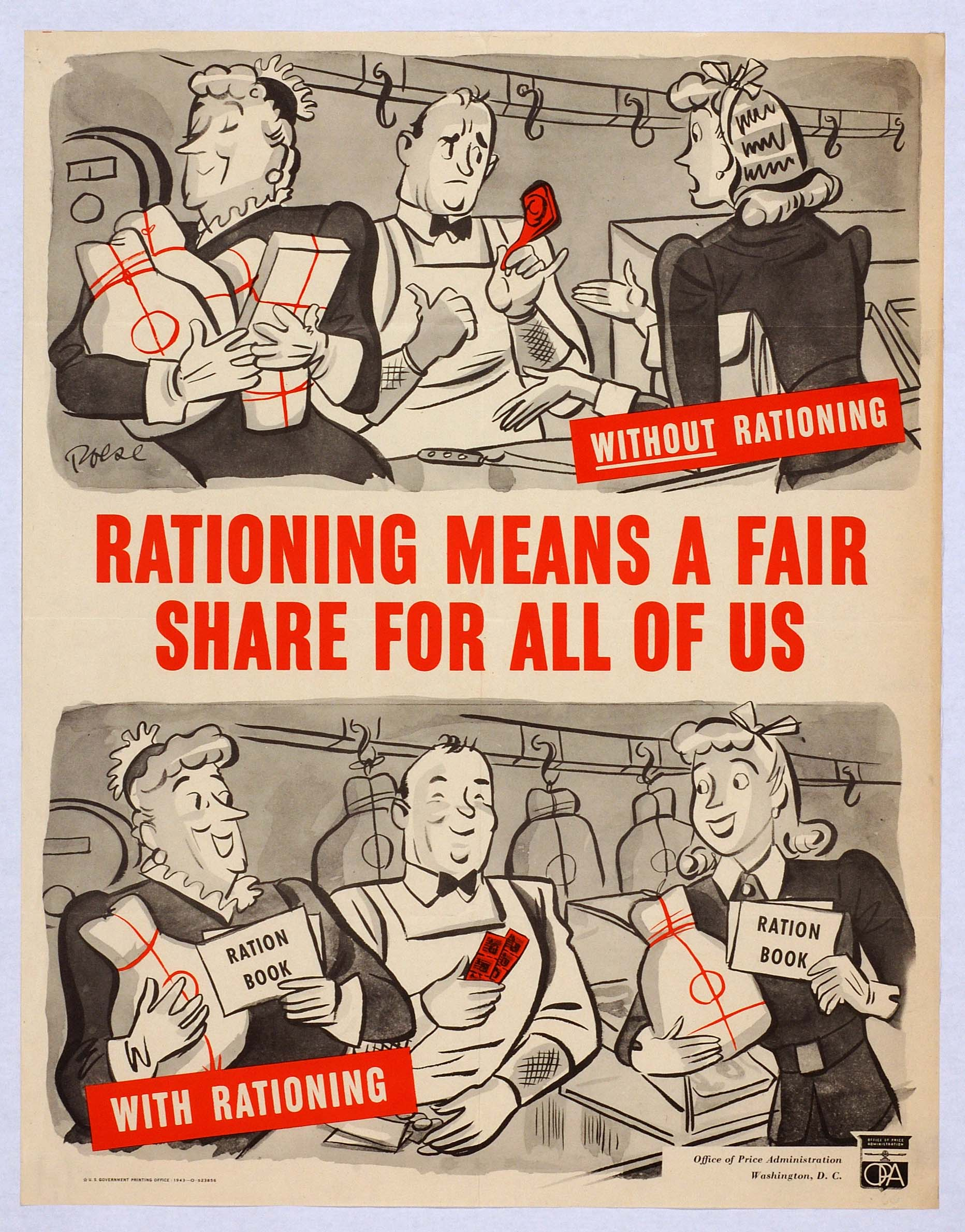
ハムスター買いの絵

ハムスター買い（ハムスターがい、独：Hamsterkauf）は、ドイツで買い占めのことを表す表現である。

## 語源
ハムスター買いの語源となったドイツ語の単語「Hamsterkauf」のHamsterは食料を溜め込む習性のあるハムスターを動詞にしたもので、Kaufは動詞kaufen の名詞系で「購入」や「買うこと」を指している。
尚、この表現はCollins German-English Dictionaryによれば、男性名詞である。
つまり、ハムスターがほほにエサを頬張る習性に準えて食料を買い占めることを表したのがハムスター買いである。
日本語で言うと、これは「買い溜め」に当たる言葉である。

## コロナ環境下のハムスター買い
この言葉が世界的に注目されるようになったのは、2020年3月の欧州のロックダウンが始まった頃からである。
ドイツではトイレットペーパーや食料が品薄になり、買いだめを意味する「Hamsterkäufe」というドイツ語が、突如ニュース上での頻出単語となった。
また、コロナショックは世界規模で起こっていたため、他の国でも同様のことが見られた。
その中で、オランダの大臣が「食べ物を溜め込まないように」と警告し、それを手話通訳者がハムスターのようなジェスチャーで表現したことから広く知られるようになった。
フィンランドでもトイレットペーパー・アルコール手指消毒剤・パスタ・トマトソースなどが一時期ハムスター買いで品薄になったものの、一週間後には「これからは物資が不足することはないので、ハムスター買いをして他者の分まで買い占めようとしないでください」という声明が出されている。
また、2020年には英国のThe Economistが発行する1843誌に掲載された「Do you speak corona? A guide to covid-19 slang」にもその名が用いられた。
Morning Brewの中で「ハムスター買い」という言葉は、ドイツの食料品店がコロナ禍においてハムスター買いの波を受けていることからできた言葉だと分析されている。